# Rode zonnewijzer
De rode zonnewijzer (Trithemis arteriosa) is een echte libel uit de familie van de korenbouten (Libellulidae). De wetenschappelijke naam van de soort werd in 1839 als Libellula arteriosa gepubliceerd door Hermann Burmeister.
De soort komt voor in vrijwel heel Afrika en Spanje. De soort verblijft vooral in rivieren, zoetwatermeren, en moerassen.

## Synoniemen
- Libellula lateralis Burmeister, 1839
- Libellula distincta Rambur, 1842
- Libellula rubella Brullé, 1844
- Libellula conjuncta Selys, 1849 non Rambur, 1842
- Trithemis syriaca Selys, 1887
- Libellula stuhlmanni Gerstäcker, 1891
- Trithemis sanguinolenta Förster, 1906
- Trithemis ennediensis Pinhey, 1970
- Trithemis jacksoni Pinhey, 1970